# To znowu ty?
To znowu ty? (ang. You Again?, 1986–1987) – amerykański serial komediowy nadawany przez stację NBC od 27 lutego 1986 roku do 30 marca 1987 roku. W Polsce nadawany był dawniej na kanale RTL 7.

## Obsada
- Jack Klugman jako Henry Willows
- John Stamos jako Matt Willows
- Elizabeth Bennett jako Enid Thompkins
- Valerie Landsburg jako Pam
- Barbara Rhoades jako Maggie Davis

## Spis odcinków
| N/o            | Tytuł angielski                                 |
| -------------- | ----------------------------------------------- |
|                |                                                 |
| SERIA PIERWSZA |                                                 |
|                |                                                 |
| 01             | All You Need Is Love                            |
|                |                                                 |
| 02             | Dating Henry                                    |
|                |                                                 |
| 03             | Small Change                                    |
|                |                                                 |
| 04             | Henry and Matt Get Sick                         |
|                |                                                 |
| 05             | Plastic Dream World                             |
|                |                                                 |
| 06             | Bad Apples                                      |
|                |                                                 |
| 07             | Enid Quits                                      |
|                |                                                 |
| 08             | A New Life                                      |
|                |                                                 |
| 09             | Suspect                                         |
|                |                                                 |
| 10             | The Wake                                        |
|                |                                                 |
| 11             | Uncle Randy                                     |
|                |                                                 |
| 12             | Marry Me a Little                               |
|                |                                                 |
| 13             | The Strike                                      |
|                |                                                 |
| SERIA DRUGA    |                                                 |
|                |                                                 |
| 14             | The Grad                                        |
|                |                                                 |
| 15             | Quit Is a Four Letter Word                      |
|                |                                                 |
| 16             | The Audition                                    |
|                |                                                 |
| 17             | Life, Liberty and the Pursuit of Traffic Lights |
|                |                                                 |
| 18             | Sports Fantasy                                  |
|                |                                                 |
| 19             | The Lush Life                                   |
|                |                                                 |
| 20             | The DJ                                          |
|                |                                                 |
| 21             | Social Insecurity                               |
|                |                                                 |
| 22             | Personals                                       |
|                |                                                 |
| 23             | Enid Moves In                                   |
|                |                                                 |
| 24             | Good Neighbors                                  |
|                |                                                 |
| 25             | Henry the Kissinger                             |
|                |                                                 |
| 26             | Where the Sun Don't Shine                       |
|                |                                                 |